# Колари (Кичево)
Колари (мкд. Колари) су насеље у Северној Македонији, у западном делу државе. Колари припадају општини Кичево.

## Географија
Насеље Колари је смештено у западном делу Северне Македоније. Од најближег већег града, Кичева, насеље је удаљено 18 km северно.
Колари се налазе у историјској области Кичевија, око града Кичева. Село се сместило на северно од Кичевског поља, у горњем делу слива Големе реке. Сеоска долина је збијена од планина Бистре на југозападу и Буковика на североистоку. Надморска висина насеља је приближно 820 метара.
Клима у насељу је планинска због знатне надморске висине.

## Становништво
Колари су према последњем попису из 2002. године имали 880 становника.
Већинско становништво у насељу чине Албанци (99%).
Претежна вероисповест месног становништва је ислам.